# Arturo Pedrals y Moliné
Arturo Pedrals y Moliné (Barcelona, 1842-Barcelona, 1895) fue un numismático y arqueólogo español.

## Biografía
Nacido en Barcelona el 19 de octubre de 1842, cursó la carrera mercantil. Fue individuo de número electo de la Real Academia de Buenas Letras de Barcelona y vicepresidente del Centro Excursionista de Cataluña. Numismático y arqueólogo, fue individuo de diferentes corporaciones y director, en unión de Álvaro Campaner, de la revista a Memorial Numismático Español (1874), donde publicó artículos sobre el tema, además en la Revista de Ciencias Históricas. Revisó el catálogo publicado del monetario Manuel Vidal Quadras. Falleció en Barcelona el 15 de enero de 1895.